# Hagavik
Hagavik este o localitate din comuna Os, provincia Hordaland, Norvegia, cu o suprafață de  km² și o populație de  locuitori (2013).